# Gazette

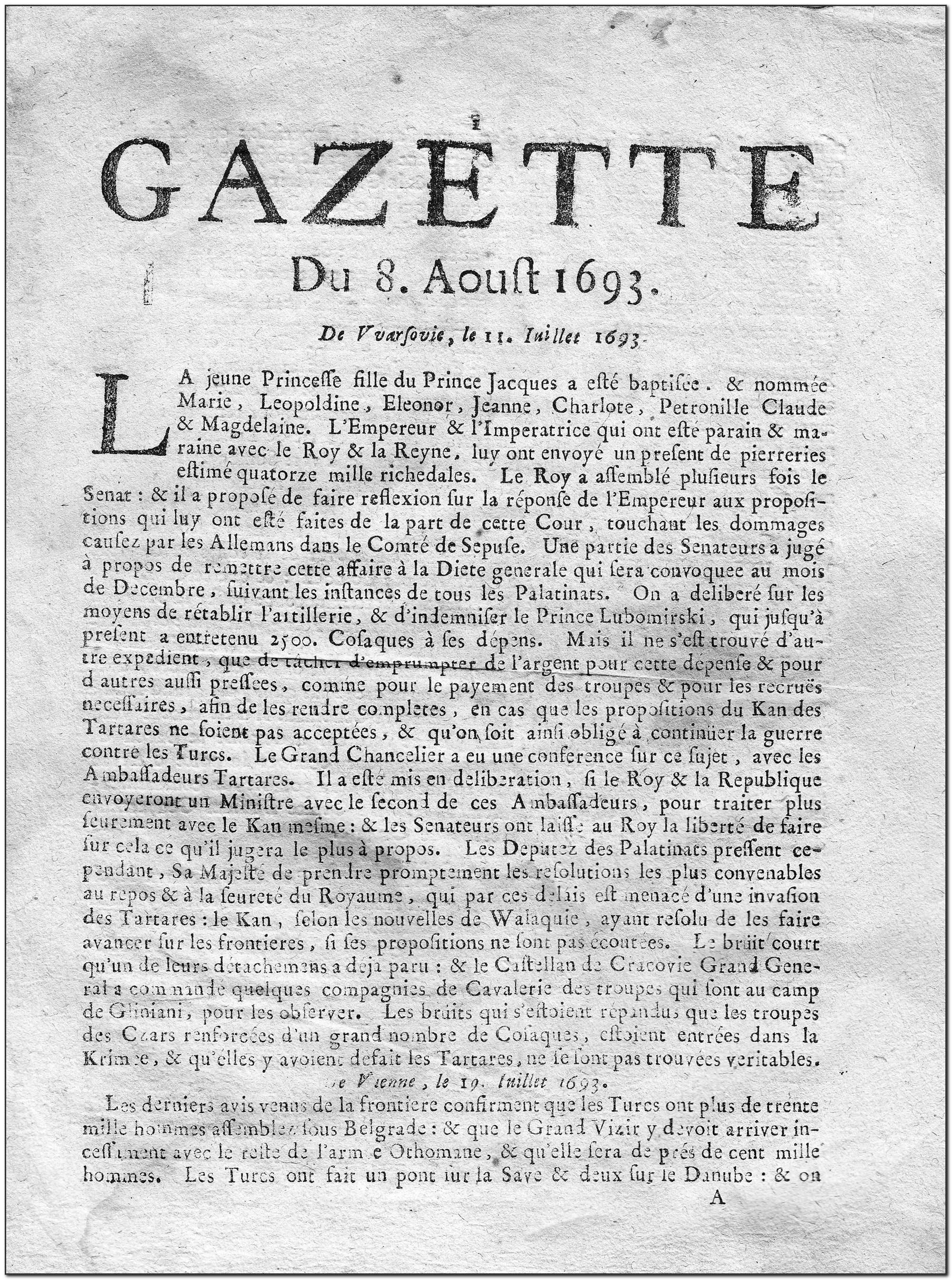
Titelblad van de uitgave van 8 augustus 1693.

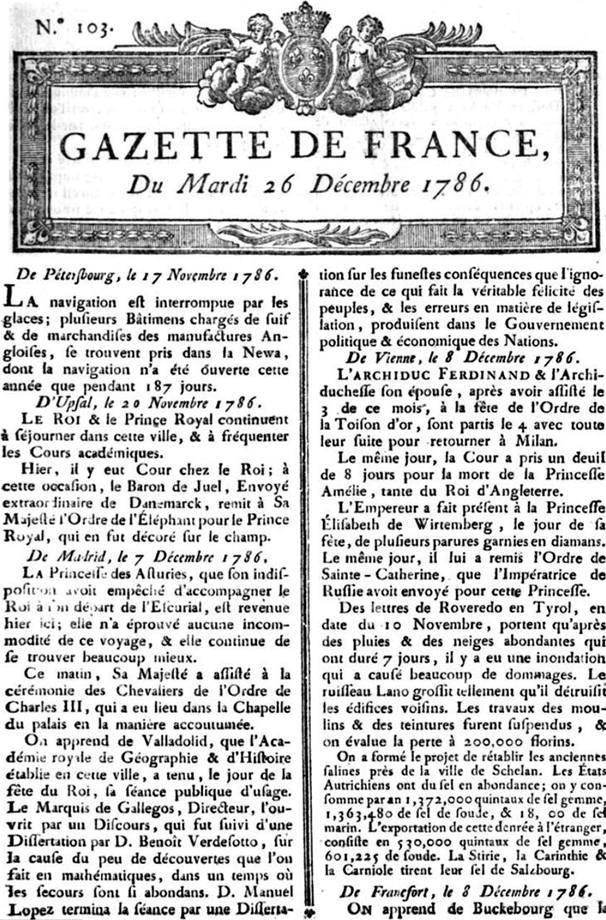
Titelblad van de uitgave van 26 december 1786.

De Gazette (ook Gazette de France) was de eerste Franse krant die op regelmatige basis (wekelijks, later dagelijks) verscheen. Tot na de Franse Revolutie was het de spreekbuis van de overheid. Pas in 1915 werd het blad opgeheven.

## Ancien régime
De Gazette werd opgericht in 1631 door Théophraste Renaudot, die al eerder betrokken was bij het oprichten van het Bureau d'adresses in Parijs in 1628, onder impuls van Kardinaal de Richelieu. Dit Bureau was een vergaarplaats van nieuws en was een van de directe aanleidingen tot het oprichten van La Gazette. In 1631 kreeg Renaudot van Lodewijk XIII het alleenrecht om een krant, een officieel propagandakanaal van de vorst, te verspreiden in Frankrijk. De naam van deze nieuwe krant was Gazette, naar het Italiaanse woord gazza, dat ekster betekent.
De eerste Gazette verscheen op 30 mei 1631 en bestond uit vier pagina's met uitsluitend buitenlands nieuws. Pas vanaf de zesde editie verscheen er ook nieuws uit Frankrijk zelf.
Het blad verscheen wekelijks, maar afwijkingen waren mogelijk. In de 17e en 18e eeuw kon het blad tot 12 pagina's tellen, met eventueel teksten aangehecht waarvan de Franse koning wilde dat die verspreid werden in Frankrijk. Op het einde van het jaar werden alle nummers nog eens gebundeld en apart uitgegeven, met veel succes.
De verspreiding in Frankrijk werd verzorgd via een ingenieus systeem. Bepaalde uitgevers in Lyon, Tours, Bordeaux en Rouen konden tegen betaling de Gazette herdrukken en verspreiden in hun regio. Dit systeem zorgde voor een oplage van ca. 3000 exemplaren, waarvan 1200 in Parijs.
De krant was vooral bedoeld voor de (rijke) bovenlaag van gegoede burgers, ambtenaren, rijke kooplieden en diplomaten; het blad was immers niet goedkoop en kostte ongeveer een half dagloon van een ongeschoolde arbeider. Daarnaast werd het ook in het buitenland gretig gelezen.
Inhoudelijk bevatte de Gazette vooral diplomatiek, politiek en militair nieuws, naast faits divers. Kritiek of negatieve berichten over of aan de Franse kroon kwamen er niet in voor. Geen nieuws was slecht nieuws.
De Gazette bleef in de familie Renaudaot tot het midden van de 18e eeuw.

## Franse Revolutie
Trouw aan haar rol als spreekbuis van de (koninklijke) regering werd er in de Gazette niet bericht over de Revolutie, zelfs niet over de Bestorming van de Bastille. Als toegift aan de lezers gaf Charles-Joseph Panckouke, de toenmalige redacteur van de Gazette, een supplement uit, getiteld Le Gazettin, met daarin samenvattingen van besprekingen in de Assemblée Nationale. Nicolas Fallet werd in 1791 hoofdredacteur en de krant werd een spreekbuis van de girondijnen. In 1792 werd de krant een dagblad en één jaar later, in 1793, werd de naam gewijzigd in Gazette Nationale de France, na de executie van Lodewijk XVI.

## Laatste eeuw
Tijdens het Eerste Franse Keizerrijk was de Gazette bonapartistisch, maar na de val van Napoleon werd zij openlijk royalistisch, en dat bleef zo tot het eind in 1915. In de laatste 45 jaar van haar bestaan was de Gazette aanvankelijk de spreekbuis van de legitimisten. Nadat die beweging uiteengevallen was door het kinderloos overlijden van troonpretendent Henri d'Artois kwam de Gazette onder invloed van orleanisten als Charles Maurras en Jacques Bainville.